# Noční dravci (film)
Noční dravci (v originále Nighthawks) je americký neo-noirový kriminální film z roku 1981, který režíroval Bruce Malmuth a ve kterém si zahráli Sylvester Stallone, Billy Dee Williams, Lindsay Wagner, Persis Khambatta, Nigel Davenport a Rutger Hauer. Hudbu k filmu složil Keith Emerson. Film byl poznamenán produkčními problémy.
Film sleduje dvojici mezinárodních teroristů, kteří přicházejí do New Yorku, a policejní detektivy, kteří mají v rámci nově zřízeného protiteroristického oddílu za úkol je identifikovat a zneškodnit.

## Děj
Tři ozbrojenci přepadnou ženu, která se ukáže být detektivem NYPD Dekem DaSilvou v přestrojení. Po zásahu jeho parťáka Foxe DaSilva zadrží posledního útočníka. Ve stejnou dobu v Londýně terorista Wulfgar vyhodí do vzduchu obchodní dům a později zabije tři policisty. Po změně vzhledu plastickou operací míří do New Yorku.
DaSilva a Fox jsou převeleni do jednotky ATAC vedené britským inspektorem Hartmanem, který pochybuje o schopnosti amerických policistů čelit teroristům. DaSilva má morální dilema, ale začne chápat hrozbu, kterou Wulfgar představuje. Wulfgar mezitím zabije letuškou, která zjistí, kdo je.
Při sledování stopy detektivové najdou Wulfgara v nočním klubu, kde Wulfgar unikne, přičemž zraní Foxe. DaSilva váhá vystřelit, což později lituje. Wulfgar a jeho partnerka Shakka zabije Hartmana na slavnostním večeru a později unesou lanovku. Před zraky DaSilvy zabije Wulfgar manželku francouzského velvyslance. Když požaduje, aby DaSilva zachránil dítě z lanovky, policie jeho podmínky přijme. Během přepravy na letiště se Shakka prozradí a je zastřelena. Wulfgar opět unikne.
Policie zjistí, že Wulfgar sleduje DaSilvovu manželku Irene. V jejím domě se ji pokusí zabít, ale místo ní se za ní ukáže DaSilva v přestrojení. V rozhodujícím momentu Wulfgar zaútočí, DaSilva ho zastřelí a sedá si vedle jeho mrtvého těla na schody.

## Obsazení
- Sylvester Stallone jako seržant Deke DaSilva
- Billy Dee Williams jako seržant Matthew Fox
- Lindsay Wagner jako Irene DaSilva
- Persis Khambatta jako Shakka Holland / Shakka Kapoor
- Nigel Davenport jako inspektor Peter Hartman
- Rutger Hauer jako Heymar „Wulfgar“ Reinhardt / Eric
- Hilary Thompson jako Pam
- Joe Spinell jako poručík Munafo
- Walter Mathews jako policejní komisař
- Charles Duval jako Dr. Ghiselin, plastický chirurg